# تکرار (کتاب)
رساله «تکرار» از سورن کیرکگور  که در سال ١٨۴٣ آن را منتشر کرد ، این‌بار با نام مستعار کنستانتین کنستانتیوس. کیرکگور چندین نام مستعار داشت که حتی میان آن‌ها سلسه‌مراتبی وجود داشت، چنانکه نام حقیقی خودش در میانه آن‌ها بود. او در همان روز با نام مستعار دیگری معروف‌ترین و از نظر خودش بهترین اثرش، «ترس و لرز»، را نیز منتشر کرد.
کتاب تکرار را به نوعی میتوان تکمله ای بر بهترین اثر کیرکگور یعنی ترس و لرز دانست.حال آنکه دغدغه ی نویسنده در هر دو کتاب مسئله ی اخلاق و رابطه ی آن با ایمان بوده است با این تفاوت که داستان تکرار درباره ی یک نامزدی ناتمام و داستان ترس و لرز مسئله ی ابراهیم و اسحاق است.

## ترجمه به فارسی
این کتاب به سعی صالح نجفی و توسط نشر مرکز در سال ۱۳۹۶ به فارسی ترجمه شده است. این ترجمه همراه با یک مقدمه و یک موخره به قلم مترجم، منتشر شده‌ست.